# Helophilus eristaloidea
Helophilus eristaloidea är en tvåvingeart som först beskrevs av Jacques-Marie-Frangile Bigot 1882.  Helophilus eristaloidea ingår i släktet kärrblomflugor, och familjen blomflugor. Inga underarter finns listade i Catalogue of Life.